# Miltiádisz Gúszkosz
Miltiádisz Gúszkosz (görög nyelv:Μιλτιάδης Γκούσκος) (Görögország, Zákinthosz, 1877. – India, 1903.) olimpiai ezüstérmes görög súlylökő.
A legelső újkori nyári olimpián, az 1896. évi nyári olimpiai játékokon, Athénban indult atlétikában, egy versenyszámban: a súlylökésben. 11,03 méteres eredményével ezüstérmes lett.